# Rue Gaby-Sylvia
Rue Gaby-Sylvia är en gata i Quartier Saint-Ambroise i Paris elfte arrondissement. Gatan är uppkallad efter den italienska skådespelerskan Gaby Sylvia (1920–1980), född Gabriella Zignani. Rue Gaby-Sylvia börjar vid Rue Nicolas-Appert 4 och slutar vid Boulevard Richard-Lenoir 51.

## Bilder
| - Gatuskylt. - Gaby Sylvia. |

## Omgivningar
- Saint-Ambroise
- Place Pasdeloup
- Passage des Primevères
- Impasse Saint-Sébastien
- Passage des Eaux-Vives
- Rue Pelée
- Passage Sainte-Anne-Popincourt
- Allée Verte

## Kommunikationer
- Tunnelbana – linje  – Richard-Lenoir
- Busshållplats Saint-Claude – Paris bussnät, linje 91

### Webbkällor
- ”Rue Gaby-Sylvia”. Mairie de Paris. https://web.archive.org/web/20190905050713/http://www.v2asp.paris.fr/commun/v2asp/v2/nomenclature_voies/Voieactu/3907.nom.htm. Läst 19 oktober 2022.
- ”Rue Gaby-Sylvia”. Les rues de Paris. https://web.archive.org/web/20200115041851/http://www.parisrues.com/rues11/paris-11-rue-gaby-sylvia.html. Läst 19 oktober 2022.